# Uthleben
Uthleben era un comune di 1.155 abitanti della Turingia, in Germania fino al 30 novembre 2010. Dal 1º dicembre dello stesso anno è stato incorporato, insieme ai comuni di Auleben, Hamma e  Windehausen  come frazione nella città di Heringen/Helme, che appartiene al circondario (Landkreis) di Nordhausen (targa NDH). Bagnato dal fiume Helme, è parte del territorio detto Goldene Aue.